# 阿纳斯塔修斯一世
阿纳斯塔修斯一世·迪科魯斯（羅馬化：Anastásios，约431年—518年7月9日），是一位东罗马帝国皇帝（491年－518年在位）。阿納斯塔修斯是一位職業公務員，61歲時由前任皇帝芝诺之妻阿里阿德涅皇后選中繼位，并于当年与時年約34歲的皇后结婚。在他的統治時期，帝國的政府、財政、經濟和官僚體係都進行了改革和改進。由此帶來的穩定政局、重振的貨幣經濟和可觀的預算盈餘，使帝國得以在其繼任者查士丁一世，尤其是之後的查士丁尼一世推行更具雄心的政策。由於阿納斯塔修斯的許多改革措施都具有深遠的影響力，他對帝國的影響也持續了幾個世紀。
阿纳斯塔修斯一世是一个著名的基督一性论支持者，他的個人宗教傾向導致他在位期間帝國的宗教分歧日益加劇。

## 早年生活和家庭

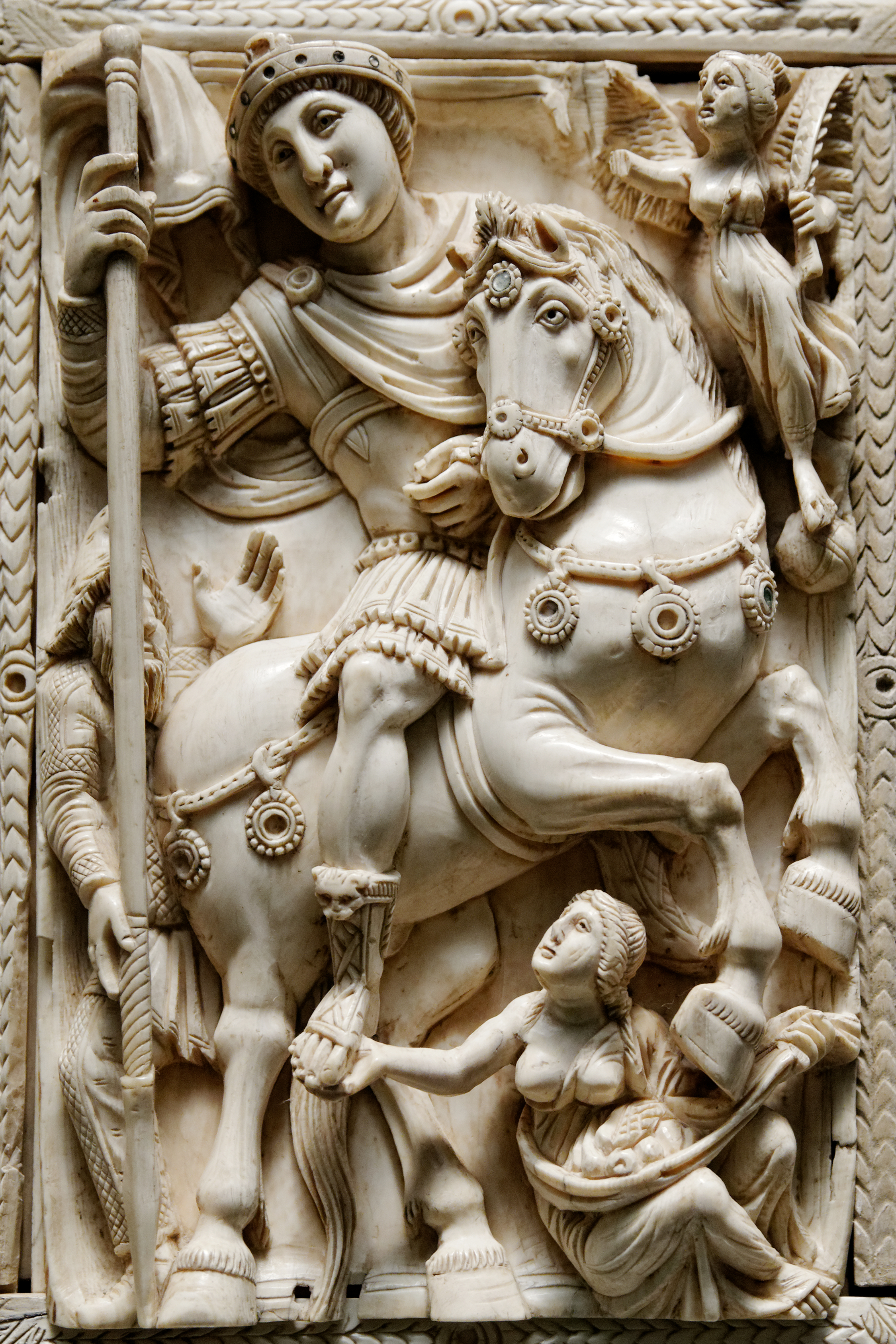
巴貝里尼象牙浮雕是一幅6世紀的象牙雙聯畫，可能描繪阿納斯塔修斯或查士丁尼一世

阿納斯塔修斯出生於都都拉基烏姆（阿爾巴尼亞都拉斯）；具體日期不詳，但據信不晚於431年。他出生於一個伊利里亞-羅馬人家庭。阿納斯塔修斯藍患有虹膜異色症（一隻眼睛黑色，一隻眼睛藍色），因此他被暱稱為“迪科魯斯”（Dicorus，古希臘語：Δίκορος，羅馬化：Díkoros，意為“雙瞳”）。在成為皇帝之前，阿納斯塔修斯是一位示默者。
據悉，阿納斯塔修斯有一個名叫保盧斯的兄弟，他於496年擔任執政官。保盧斯與一位名叫瑪格娜的女子育有伊琳娜，伊琳娜後來嫁給了奧利布里烏斯。這位奧利布里烏斯是阿尼西亞·朱莉安娜和阿雷奧賓都斯·達加萊弗斯·阿雷奧賓都斯的兒子。奧利布里烏斯和艾琳的女兒名叫普羅巴。她嫁給了普羅布斯，並生下了小朱莉安娜。小朱莉安娜又嫁給了另一個阿納斯塔修斯，他是之後的皇帝查士丁尼一世之妻狄奥多拉皇后的外孫，生下了阿雷奧賓杜斯、普拉西狄亞和小普羅巴。小普羅巴又嫁給了弗拉維烏斯·阿納斯塔修斯（生於530年），生下了阿雷奧賓杜斯（生於550年）和普拉西狄亞（生於552年，是約翰·米斯塔孔的妻子）。阿納斯塔修斯的另一個侄子是弗拉維烏斯·普羅布斯，他於502年擔任執政官。阿納斯塔修斯的姐姐/妹妹凱撒利亞嫁給了塞孔迪努斯，生下了希帕提烏斯和龐培。 弗拉維烏斯·阿納斯塔修斯·保盧斯·普羅布斯·莫斯基亞努斯·普羅布斯·馬格努斯，他於518年擔任執政官，是阿納斯塔修斯的侄孫。他的女兒朱莉安娜後來嫁給了查士丁二世的兄弟馬塞勒斯。  這個龐大的家族中可能有幾位王位的有力候選人。
532年查士丁尼一世鎮壓尼卡暴動後，希帕提烏斯和龐培被查士丁尼處決。

## 崛起

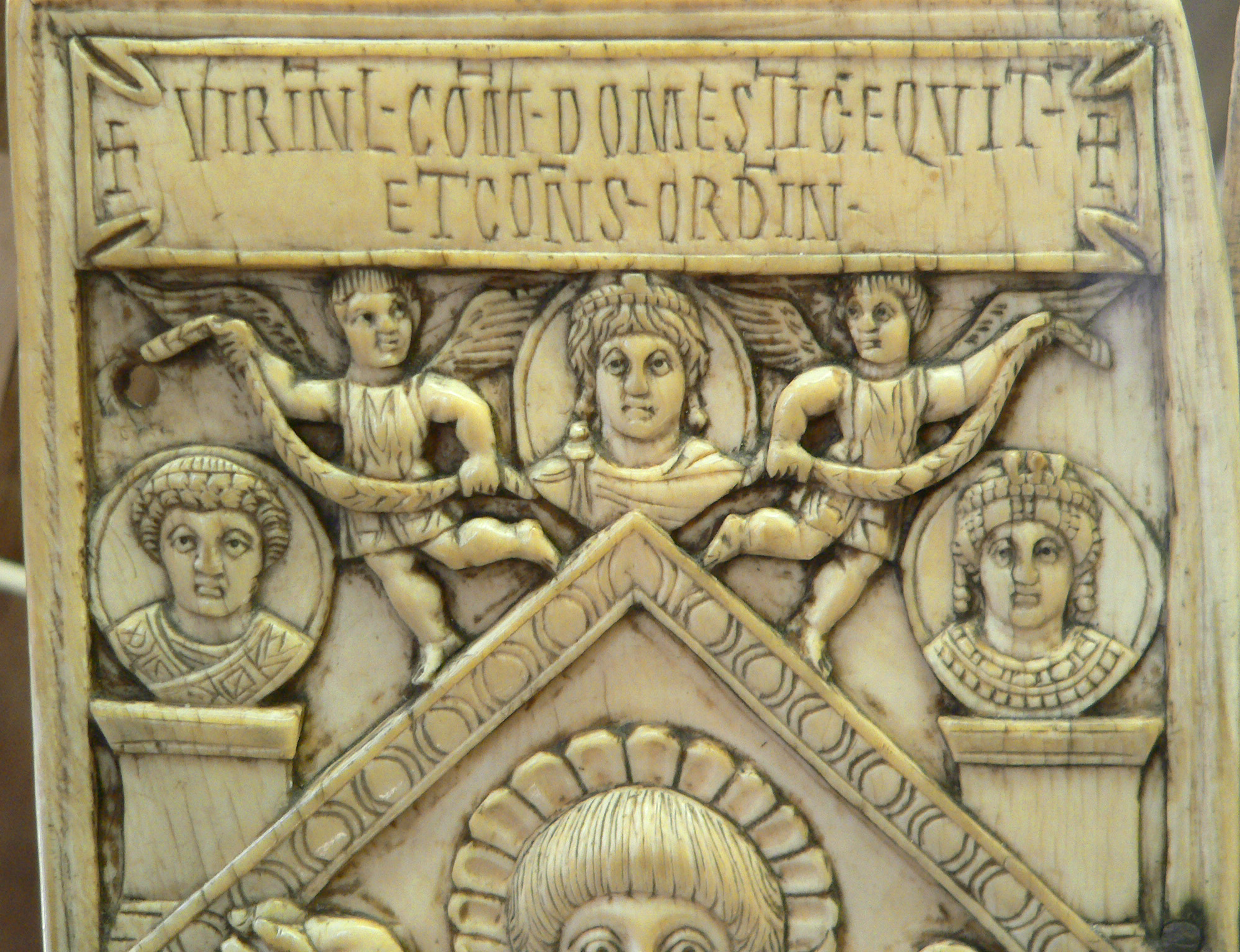
皇帝阿納斯塔修斯一世（中）與其妻子阿里阿德涅皇后（右）在其侄孫薩比尼安努斯·阿納斯塔修斯的執政官雙聯畫上。第三位人物可能是共同執政官阿加皮圖斯。

前任皇帝芝諾（491年）駕崩後的幾週內，民眾聚集在首都的君士坦丁堡競技場，高呼“賜帝國一位正統的羅馬皇帝！賜帝國一位羅馬皇帝！”在這種壓力下，芝諾的遺孀阿里阿德涅皇后選擇了職業公務員阿納斯塔修斯。阿納斯塔修斯登基時已近60歲。因阿里阿德涅皇后沒有選擇芝諾的兄弟執政官朗基努斯，這激怒了伊蘇裡亞人。阿納斯塔修斯上任後，便將朗基努斯流放，並開除了一些伊蘇裡亞官員。在宗教上，阿納斯塔修斯同情基督一性论者。因此，作為他繼位的條件，君士坦丁堡牧首要求他承諾不背棄迦克墩公會議。
491年5月20日，時年約34歲的阿里阿德涅與阿納斯塔修斯結婚，此前不久他於4月11日即位。他透過明智的減稅政策贏得了民眾的支持，尤其是廢除了令人憎惡的稅收，而這項稅收主要由窮人繳納。他在管理帝國事務時展現了極大的活力和精力。他的改革改善了帝國的稅基，使其擺脫了財政蕭條和低落的困境。據稱，在他統治末期，國庫儲備了32萬磅黃金。
他即位後不久，競技場战车比赛派系在競技場周圍引發騷亂並縱火。雖然具體原因尚不清楚，但阿納斯塔修斯用他的妹夫塞孔迪努斯取代了城市行政官尤利安，騷亂得以平息。

## 皇帝

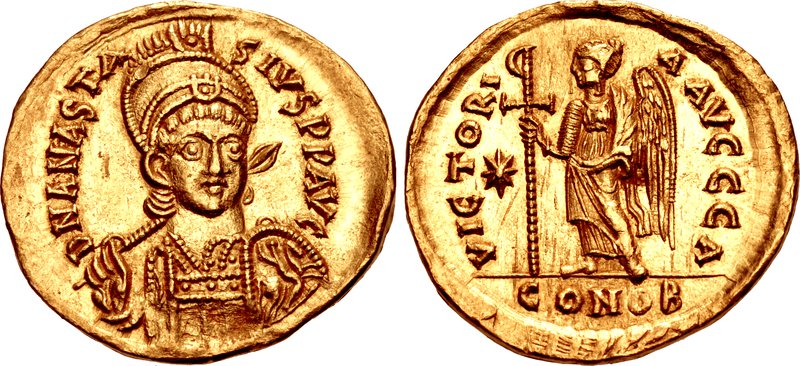
刻有阿纳斯塔修斯一世頭像的索利都斯金幣

### 外政
在阿納斯塔修斯的統治下，帝國參與了伊蘇裡亞戰爭以及阿納斯塔修斯戰爭對抗薩珊波斯帝国。
伊蘇裡亞戰爭（492年-497年）是由伊蘇裡亞人中支持朗基努斯（芝諾之弟）的人以及當地民眾的不滿情緒引發的。被放逐的伊蘇裡亞官員在前主教科農和前總督利林吉斯的領導下，聚集在伊蘇裡亞發動了叛亂。492年，他們在科蒂亞姆戰役中被斯基泰人約翰將軍和駝背人約翰將軍擊敗，從而擊潰了叛亂，但伊蘇裡亞山區的遊擊戰仍持續了數年。伊蘇裡亞人的抵抗取決於能否守住山區要塞阿納斯塔修斯在490年代中期通過了經濟立法，顯示戰爭並未耗盡政府的全部精力和資源。 五年後，伊蘇裡亞人的抵抗被粉碎。大批伊蘇裡亞人被強制遷移至色雷斯，以確保他們不會再次叛亂。
在502年至505年對抗薩珊波斯帝国的阿納斯塔修斯戰爭期間，波斯人攻占了狄奧多西奧波利斯和阿米達兩座城市，儘管東羅馬人後來用黃金換取了阿米達。波斯各省也遭受重創，最終於506年締結和約。阿納斯塔修斯隨後建造了堅固的达拉要塞，並將其命名為阿納斯塔修斯波利斯，以牽制在尼西比斯的波斯軍隊。 然而，巴爾幹各省的帝國軍隊卻被削弱，並遭到斯拉夫人和保加利亞人的入侵。為了保護君士坦丁堡及其周邊地區免受入侵，阿納斯塔建造了阿納斯塔修斯城牆，從普羅蓬提斯延伸至黑海。他還建造了都拉斯城堡，將自己的出生地都拉基烏姆改造成亞得里亞海沿岸防禦最堅固的城市之一。
帝國和東哥德人恢復關係後，意大利半島由東哥德王國國王狄奧多里克大帝獨立統治。但根據與阿納斯塔修斯達成的條件，狄奧多里克不能製定法律、鑄造自己的貨幣，也不能任命哥德人擔任執政官和民事官職。不過，他有權頒布敕令，任命羅馬人擔任執政官和民事官職，並任命哥德人擔任軍事官職。狄奧多里克與高盧的西哥德王國國王亚拉里克二世建立了關係。阿納斯塔修斯對狄奧多里克在西方的帝國野心感到警惕，然而，敵人的敵人就是朋友，因此法蘭克王國國王克洛维一世找到了一位盟友。部分得益於勃艮第人王國國王貢多巴德的支持，他與克洛維聯手推翻了哥德人在西方的霸權。在法蘭克-哥德戰爭中，克洛维一世在武耶戰役中擊敗了西哥德人。由於東羅馬軍隊威脅入侵參戰，東哥德未能及時介入戰役支援西哥德人。508年初，東羅馬軍隊確實在義大利南部一帶發動了攻擊。阿納斯塔修斯派遣了一支8000人的遠征軍參與了此次進攻，但帝國軍隊的干預並非旨在征服，因為他們並不尋求與狄奧多里克的東哥德軍隊對抗，而僅限於洗劫南部的一些城市。因此，法蘭克人在戰爭中取得了更大的勝利。

### 內政和宗教政策

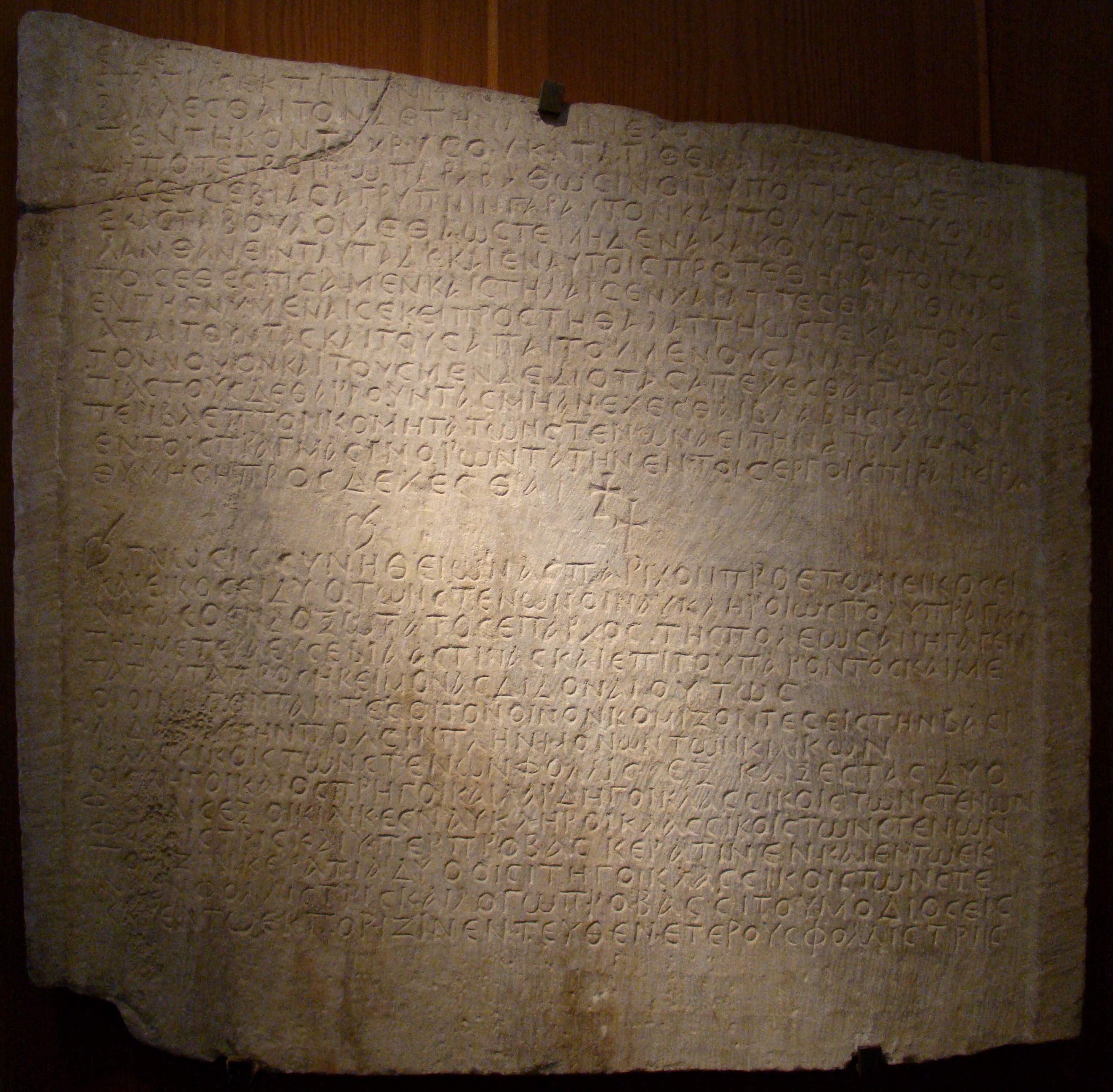
阿納斯塔修斯法規，規範通過達達尼爾海峽的海關。

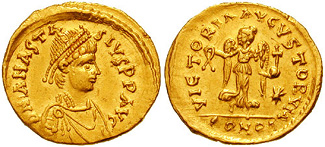
刻有阿纳斯塔修斯一世頭像的特雷米西斯金幣

阿納斯塔修斯是一位堅定的基督一性论者，但他的宗教政策較為溫和。他努力維護前任皇帝芝諾的合一論原則以及教會的和平。然而，或許是在對波斯帝国的軍事勝利之後，阿納斯塔修斯在512年更加大膽，廢黜了迦克墩都主教，並以一位一性論者取而代之。此舉違反了他與君士坦丁堡牧首的協議，並引發了迦克墩的騷亂。隔年，維塔利安將軍發動叛亂，迅速擊敗帝國軍隊，進軍君士坦丁堡。隨著軍隊的逼近，阿納斯塔修斯授予維塔利安色雷斯軍團司令的頭銜，並開始與教宗溝通，探討如何結束阿迦修分裂。兩年後，馬裡努斯將軍襲擊了維塔利安，並將他和他的軍隊趕到了色雷斯北部。衝突結束後，阿納斯塔修斯一直保持對帝國的絕對控制權，直到518年去世。

## 駕崩與查士丁尼王朝的開始
匿名瓦萊西亞努斯記載了阿納斯塔修斯試圖預測繼承人的故事（很可能是虛構的）。阿納斯塔修斯不知道他的三個侄子中誰會繼承他的皇位，於是他把一張紙條放在三張沙發中的一張下，讓侄子們在房間裡坐下。他相信坐在沙發上拿著紙條的姪子就是他的繼承人。然而，他的兩個侄子坐在同一張沙發上，而那張藏有紙條的沙發卻空著。他向上帝祈禱後，認定第二天早上第一個進入他房間的人就是下一任皇帝，而這個人正是宮廷衛隊指揮官查士丁。

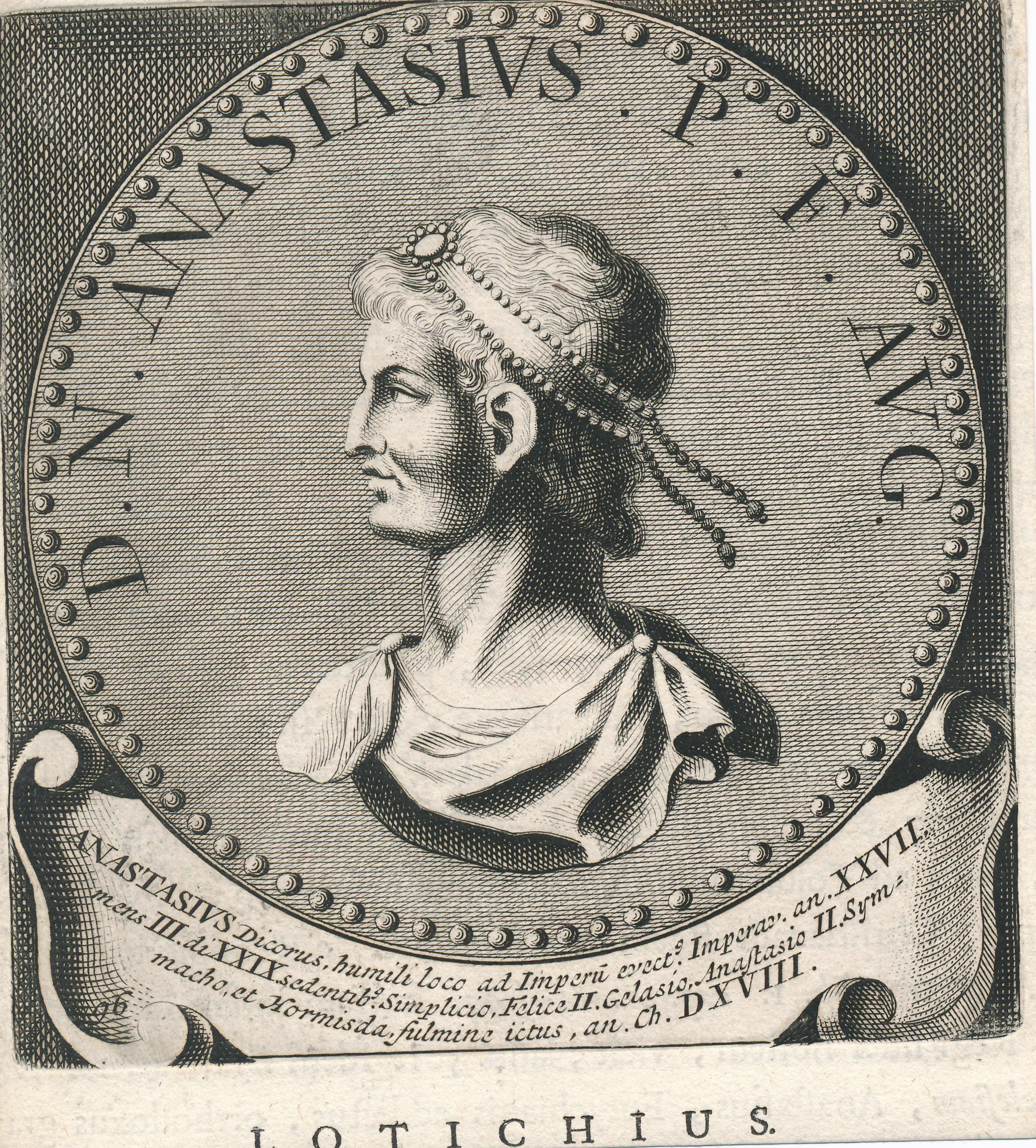
16世纪貨幣學和歷史著作「羅馬皇帝的聖像」裡描繪的阿纳斯塔修斯一世

阿納斯塔修斯於518年7月9日在君士坦丁堡去世（無子女）。根據約翰·馬拉拉斯後期的編年史和《復活節編年史》（約630年），他享年90歲半。6世紀初的歷史學家圖努納的維克托認為他享年88歲，這一數字被大多數現代歷史學家所接受。
他成為已知最後一位在死後被封為「神」（divus）的皇帝（君主崇拜）。阿納斯塔修斯為帝國國庫留下了2300萬索利都斯，相當於32萬磅黃金，或430噸。查士丁（查士丁尼的舅父兼養父）在軍隊、官員和他的侄子兼養子支持下成為下一任皇帝，即查士丁一世。

## 註腳
1. 1 2  Norwich 1988，第186頁.
2. 1 2  Croke, Brian. Haarer, F. K. , 编. . The Classical Review. 1 January 2009, 59 (1): 208–210. JSTOR 20482729. S2CID 154777266. doi:10.1017/s0009840x08002540.
3. 1 2 3 4 5 6  Treadgold, Warren. . Houndmills, Hampshire: Palgrave. 2001: 57. ISBN 978-0-333-71830-8.
4. ↑  Bryan Ward-Perkins; Michael Whitby. . Cambridge University Press. 2000: 51–52. ISBN 978-0-521-32591-2.
5. ↑  Justo L. González. . Abingdon Press. 2010: 79–82. ISBN 978-1-4267-2191-5.
6. ↑  Focanti, Lorenzo.  (PDF) (学位论文). University of Gottingen: 214. 1988. Christodorus’ flourishing is dated to the reign of Anastasius I Dicorus (491–518 AD). Born circa 431 AD, the Illyrian soldier rose to the throne thanks to his marriage to Ariadne, the widow of the preceding ruler Zeno.
7. ↑  Croke, Brian. . Oxford University Press. 2001: 89  [12 October 2010]. ISBN 978-0-19-815001-5.
8. ↑  Anastasius (AD 491–518) 的存檔，存档日期24 August 2006. Hugh Elton – Florida International University – An Online Encyclopedia of Roman Emperors
9. 1 2  Martindale 1980，第78頁.
10. 1 2  Ostrogorski, Georgije. . New Brunswick, NJ.: Rutgers University Press. 1969: 59. OCLC 812752850.
11. ↑  .   [2 March 2008]. （原始内容存档于17 April 2008）.
12. 1 2  Pazdernik 1999，第300–301頁.
13. 1 2  Prosopography of the Later Roman Empire, vol. 3
14. ↑  Christian Settipani, Continuité des élites à Byzance durant les siècles obscurs. Les princes caucasiens et l'Empire du VIe au IXe siècle, Paris, de Boccard, 2006, 26 vii 2014
15. 1 2  Prosopography of the Later Roman Empire, vol. 2
16. ↑  .   [22 June 2008]. （原始内容存档于15 May 2008）.
17. 1 2  Kaldellis 2023，第223頁.
18. ↑  Myres, J. N. L. Charanis, Peter , 编. . The Classical Review. 1 January 1940, 54 (4): 208–209. JSTOR 705334. S2CID 246877719. doi:10.1017/s0009840x00087229.
19. ↑  The date is based on Zonaras' (Book XIV, 3.24) statement that the marriage took place "forty days after Zeno's burial" by assuming that it occurred the day after his death.
20. ↑  Zacharias Rhetor, Book VI: "And Anastasius, his successor, received the kingdom on the fourth day of the Great Week." Easter Day fell on 7 April.
21. ↑  Chronicon Paschale 491: "he was crowned in the month Xanthicus, which is also April, on he 5th day of Holy Week."
22. ↑  Theophanes Confessor 491: "Anastasios was crowned in the Kathisma of the Hippodrome... on 14 April, it being Holy Thursday." Holy Thursday actually fell on 11 April.
23. 1 2 3 4   此句或之前多句包含来自公有领域出版物的文本: Chisholm, Hugh (编). .  1 (第11版). London: Cambridge University Press: 919. 1911.
24. ↑  Norwich 1988，第184頁.
25. ↑  Crawford, Peter. . South Yorkshire, UK: Pen and Sword. 2013: 3. ISBN 978-1-84884-612-8.
26. 1 2  Ostrogorsky 1957，第60頁.
27. 1 2  Zacharias of Mytilene, Syriac Chronicle, Book VII, Chapter VI
28. ↑  Haarer 2006，第23–25頁Kaldellis 2023，第223–224頁
29. ↑  Haarer 2006，第23–25頁.
30. ↑  Haarer 2006，第25-26頁.
31. ↑  J. B. Bury, History of the Later Roman Empire, pp. 454–455
32. ↑  Wijendaele (2024), pag. 196 states: "Gundobad as a person is most eligible as a bridge between Clovis and the Roman emperor in Constantinople. His titles and the legal texts show that his domain was still part of the Roman Empire".
33. ↑  Cassiodorus, Var., 2.5
34. ↑  Wijnendaele (2024), pag. 212-213 states: The moment Theodoric had an expedition ready to help Alaric II for help over the Alps in 507, he had to keep the same troops ready because of the Roman threat that apparently appeared out of nowhere in his own Italian backyard.
35. ↑  Wijnendaele 2024，第212頁.
36. ↑  Mathisen, Ralph W. . Mathisen, Ralph W.; Shanzer, Danuta  (编). . De Gruyter. 2012: 87. ISBN 978-1-61451-099-4. doi:10.1515/9781614510994.79.
37. ↑  Treadgold, Warren. . Houndmills, Hampshire: Palgrave. 2001: 56. ISBN 978-0-333-71830-8.
38. ↑  Anonymous Valesianus II, Pars Posterior 74.
39. ↑  Marcellinus Comes 518: "The emperor Anastasius died suddenly, aged more than eighty. He reigned for twenty-seven years, two months and twenty-nine days [inclusive]."
40. ↑  Zacharias Rhetor VII, xiv: "Anastasius died on the ninth of July."
41. ↑  Theophanes Confessor 518: "On 9 April of the ninth indiction Anastasios the impious emperor died after ruling for 27 years and 7 months." (partially inaccurate)
42. ↑  Chronicon Paschale 518: "Anastasius fell sick... gave up the spirit, aged 90 years and five months. [Justin] became emperor in the consulship of Magnus, in the month Panemus, which is also July, on the 9th."
43. ↑  John Malalas XVI, 22. "He was terrified and breathed his last, at the age of 90 years and five months."
44. ↑  Victor of Tunnuna, s.a. 518. "anno viae suae III." [In his 88th year of life, i.e. born in 431]
45. ↑  Norwich 1988，第188–9頁.
46. ↑  Durant 1950，第104頁.